# 滋賀県立長浜ドーム

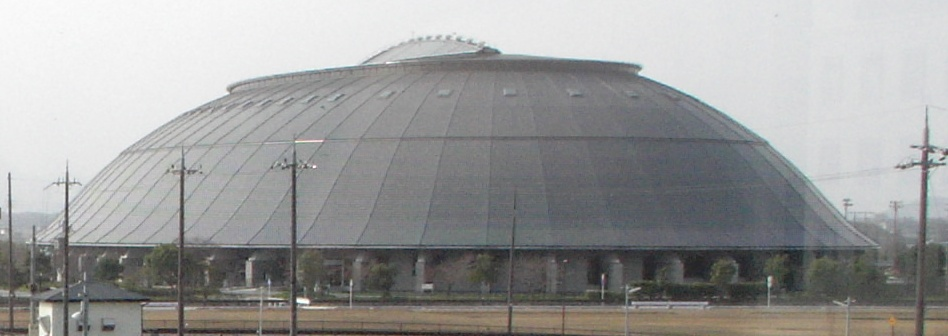
長浜ドーム

滋賀県立長浜ドーム（しがけんりつながはまどーむ）は、滋賀県長浜市にある県立の屋内スポーツ施設である。管理運営は（公財）滋賀県スポーツ協会が行っている。
2015年11月、募集していた命名権の取得候補者が長浜バイオ大学を運営する関西文理総合学園に決まったと発表され、2016年1月より2019年3月までの予定で「長浜バイオ大学ドーム（ながはまバイオだいがくドーム）」の愛称が使用されていたが、2025年に滋賀県民共済生活協同組合が命名権を取得し、4月1日より2030年3月までの予定で「県民共済ドーム長浜」の愛称が使用される。

## 概要
- 目的　県民の心身の健全な発達と体育・スポーツの普及振興を図るとともに、広く県民文化の向上に資するため
- 施設概要
  - 屋内グラウンド
  - 屋外グラウンド
  - 練習室
  - 第1～第3会議室
  - 屋外テニスコート
- 休館日
  - 原則として月曜日
  - 年末年始

### 使用種目
- ソフトボール・少年野球（2面相当が取れる。一般の硬式・軟式野球は使用不可）
- アメリカンフットボール
- サッカー・フットサル（フットサルコート6面相当が取れる）
- テニス・ソフトテニス（テニス場12面相当が取れる）
- ゲートボール
- グラウンドゴルフ
- 運動会（1周200m、直線100m）
- その他の軽スポーツ

## 所在地
- 滋賀県長浜市田村町1320

## 最寄駅
- 北陸本線（JR西日本）田村駅

## イベント
- びわ湖環境ビジネスメッセ

開業以来本格的な音楽関係のコンサートなどは一度も開催された事が無い。